# TUIfly

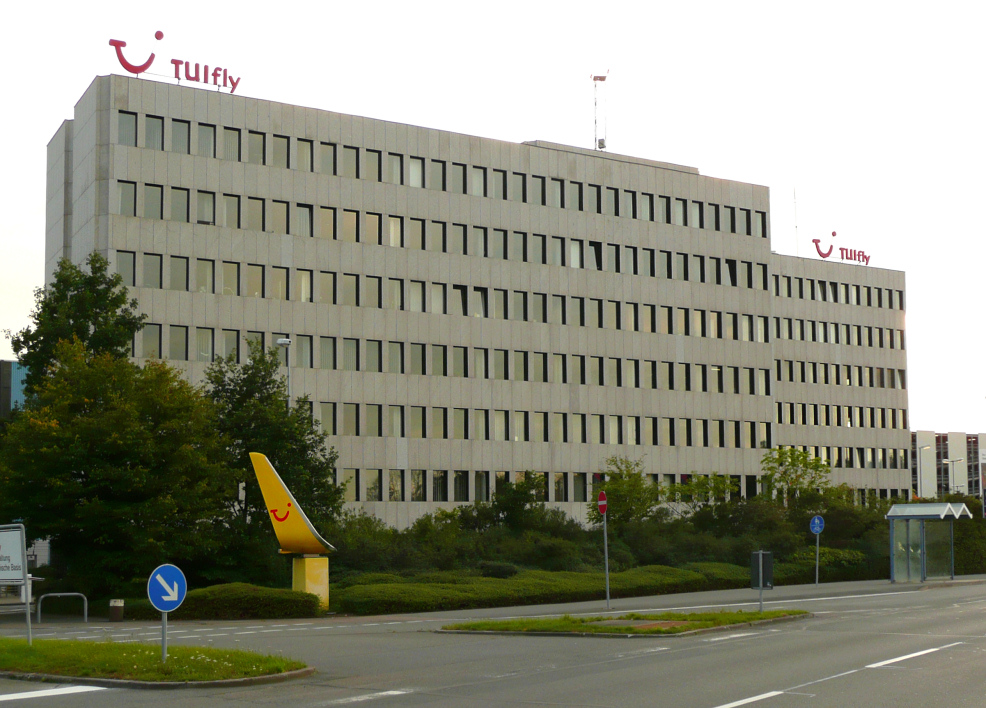
La sede de TUIfly

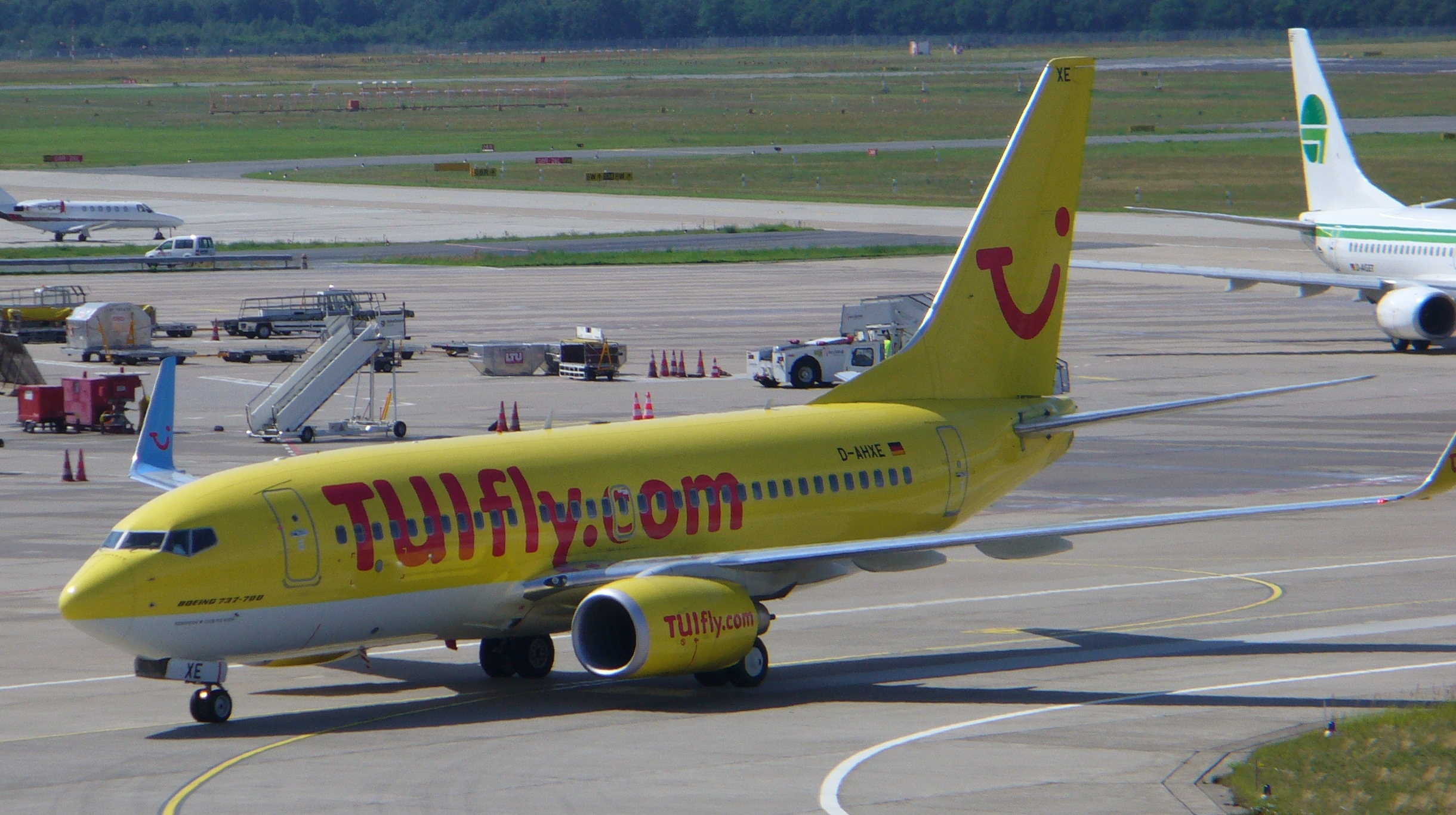
Un Boeing 737-700 de TUIfly en el Aeropuerto de Berlín-Tegel.

TUI fly Deutschland es la segunda mayor aerolínea de Alemania (tras Lufthansa) y fue fundada en enero de 2007 como resultado de la fusión entre Hapag-Lloyd Flug y Hapag-Lloyd Express; cuyas marcas comerciales Hapagfly y HLX.com no volvieron a ser utilizadas. TUIFly tiene su sede central en el Aeropuerto de Hannover en Langenhagen, Baja Sajonia.
TUI fly Deutschland ofrece tanto vuelos charter como de bajo coste. Aproximadamente el 60 % de todos los asientos son vendidos directamente, el 30 % como parte de paquetes vacacionales de TUI, y un 10 % por otras agencias. En contraste con otras aerolíneas de bajo coste, todos sus asientos son preasignados en la facturación. El cáterin es diferente entre las rutas vacacionales de corto alcance y las clásicas.
Con una flota actual de Boeing 737, TUIfly es la segunda aerolínea más grande de Alemania, sólo superada por Lufthansa. En su momento fue la tercera, superada por la exinta Air Berlin. Como aún no cuenta con su propio designador IATA o ICAO, normalmente se usan los antiguos indicadores de HLX (con contadas excepciones por razones legales). Aunque la mayoría de los vuelos son operados como Hapag-Lloyd Flug, también hay algunos vuelos operados por Germania.
La aerolínea contó con un programa especial para estudiantes desde comienzos de 2007. El programa cuenta con un número ilimitado de vuelos a aeropuertos especiales en Europa durante un periodo determinado por una tarifa fija. En otoño anunció el cese del programa.
En el segundo trimestre de 2007, la tasa de ocupación fue de un 79 %, tras obtener un 92 % en el año previo. La aerolínea anunció el cierre de sus bases de Leipzig/Halle y Bremen, creciendo a cambio en Colonia/Bonn.
El 29 de enero de 2008, se anunciaron los planes de fusionar las operaciones de bajo coste de las aerolíneas Deutsche Lufthansa AG y TUI Travel PLC (Germanwings, Eurowings, TUIfly) en una compañía independiente, pero posteriormente las negociaciones no acabaron de dar sus frutos.
TUI Travel PLC confirmó el 27 de marzo de 2009 que había alcanzado un acuerdo estretégico con Air Berlin por el que Tui Travel poseería un 20 % del accionariado en Air Berlin, y Air Berlin un 20 % de las acciones en TUIfly. Debido a la legislación regulatoria, esta cantidad fue reducida hasta un 9.9 %. Air Berlin también alquilaría diecisiete aviones con tripulantes de TUIfly y se encargaría de todas las conexiones entre ciudades de TUIfly. TUI por su parte se centraría en el mercado charter con los veintiún aviones restantes en flota. Desde el 25 de octubre de 2009, todos los vuelos de cabotaje anteriormente operados por TUIfly comenzaron a ser operados por Air Berlin, así como todos los vuelos a Austria, Italia y Croacia. Muchos de los vuelos siguen siendo operados por aviones de TUIfly, pero ahora comercializados por Air Berlin.
Con fecha de 24 de septiembre de 2010 el código de llamada fue cambiado por el de TUIjet. Yellowcab no ha vuelto a ser usado como código de llamada.

## Flota

### Flota Actual

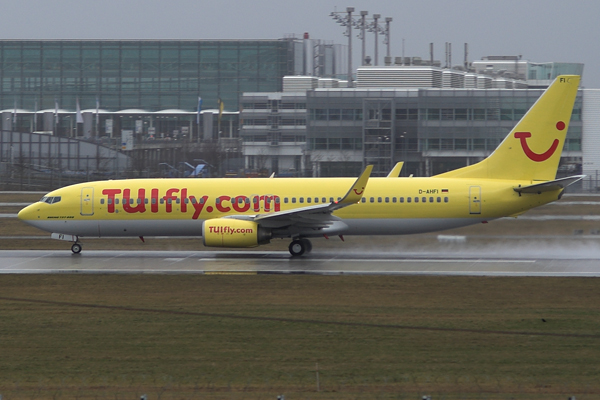
Un Boeing 737-800 de TUIfly en el Aeropuerto de Múnich.

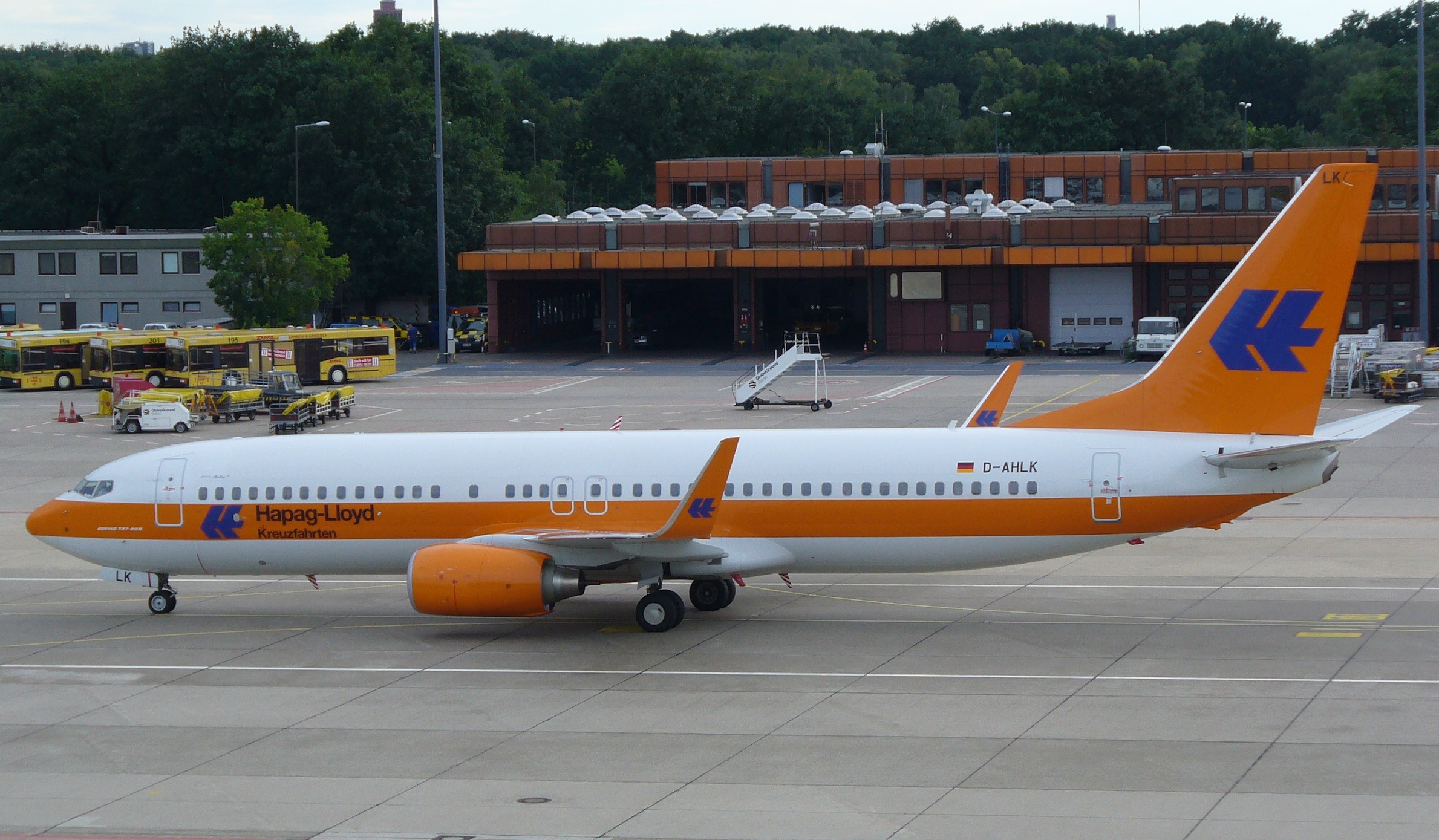
El Boeing 737-800 (D-AHLK) de TUIfly en el Aeropuerto de Berlín-Tegel, presentando una nueva librea de Hapag-Lloyd Kreuzflug similar a la antigua librea de Hapag-Lloyd.

La flota de TUIfly se compone de las siguientes aeronaves en mayo de 2023:
En mayo de 2023, la media de edad de la flota de TUIfly es de 9.7 años

## Servicios de a bordo
Todos los vuelos dentro de Alemania y otros destinos no turísticos son operados a través de Air Berlin y con el servicio de Air Berlin. TUIfly ofrece bebidas, aperitivos y comidas de manera gratuita en sus vuelos desde y hace Cabo Verde, Egipto, Grecia, Israel, sur de Italia, Marruecos, Portugal, España (incluyendo las Islas Canarias), y Túnez. Las comidas calientes son servidas en los vuelos de largo alcance, siendo estos aquellos con las Islas Canarias, Cabo Verde, Egipto y Madeira.